# Amines aromatiques allergies (maladie professionnelle)
Cet article décrit les critères administratifs pour qu'une allergie aux amines aromatiques soit reconnue comme maladie professionnelle.
Cet article relève du domaine de la législation sur la protection sociale et a un caractère davantage juridique que médical.

## Législation enFrance

### Régime général
| Fiche Maladie Professionnelle | Fiche Maladie Professionnelle | Fiche Maladie Professionnelle |
| Ce tableau définit les critères à prendre en compte pour qu'une allergie provoquée par les amines aromatiques soit prise en charge au titre de la maladie professionnelle                                         | Ce tableau définit les critères à prendre en compte pour qu'une allergie provoquée par les amines aromatiques soit prise en charge au titre de la maladie professionnelle                                         | Ce tableau définit les critères à prendre en compte pour qu'une allergie provoquée par les amines aromatiques soit prise en charge au titre de la maladie professionnelle |
| Régime Général. Date de création : 6 novembre 1995 | Régime Général. Date de création : 6 novembre 1995 | Régime Général. Date de création : 6 novembre 1995 |
| Tableau no 15 bis RG | Tableau no 15 bis RG | Tableau no 15 bis RG |
| Affections de mécanisme allergique provoquées par les amines aromatiques, leurs sels, leurs dérivés notamment hydroxylés, halogénés, nitrés, nitrosés, sulfonés et les produits qui en contiennent à l'état libre | Affections de mécanisme allergique provoquées par les amines aromatiques, leurs sels, leurs dérivés notamment hydroxylés, halogénés, nitrés, nitrosés, sulfonés et les produits qui en contiennent à l'état libre | Affections de mécanisme allergique provoquées par les amines aromatiques, leurs sels, leurs dérivés notamment hydroxylés, halogénés, nitrés, nitrosés, sulfonés et les produits qui en contiennent à l'état libre                                                                                          |
| --- | --- | --- |
| Désignation des Maladies | Délai de prise en charge | Liste indicative des principaux travaux susceptibles de provoquer ces maladies |
| Dermite irritative | 7 jours | |
| Lésions eczématiformes récidivant en cas de nouvelle exposition au risque ou confirmées par un test épicutané | 15 jours | Utilisation des amines aromatiques, de leurs sels, de leurs dérivés et des produits qui en contiennent à l'état libre, tels que matières colorantes, produits pharmaceutiques, agents de conservation (caoutchouc, élastomères, plastomères), catalyseurs de polymérisation, graisses et huiles minérales. |
| Rhinite récidivant en cas de nouvelle exposition au risque ou confirmée par test. | 7 jours | |
| Asthme objectivé par explorations fonctionnelles respiratoires récidivant en cas de nouvelle exposition au risque ou confirmé par test.                                                                           | 7 jours | |
| Date de mise à jour : 11 février 2003 | | |

## Sources spécifiques
- (fr) Tableau N° 15 Bis des maladies professionnelles du régime Général

## Sources générales
- (fr) Tableaux du régime Général sur le site de l’AIMT
- (fr) Tous les tableaux du régime Général
- (fr) Tous les tableaux du régime Agricole
- (fr) Guide des maladies professionnelles sur le site de l’INRS

## Autres liens
- (fr) Maladies à caractère professionnel

## Internationalisation
- (fr) Liste Européenne des maladies professionnelles
- (fr) Liste des maladies professionnelles au Sénégal
- (fr) Liste des maladies professionnelles en Tunisie